# 山上仁慈耶稣朝圣所
山上仁慈耶稣朝圣所（Santuário do Bom Jesus do Monte）是一个罗马天主教朝圣地，位于葡萄牙北部城市布拉加郊外Tenões，以宏伟的爬升116米的之字形巴洛克台阶而著称。它是布拉加重要的旅游景点。

## 历史
在葡萄牙和欧洲其他地区的许多山顶，自从古代就成为宗教圣地。仁慈耶稣山可能也是其中之一。但是，在1373年这里才建起了第一座小棠，圣十字小堂，在15世纪和16世纪又加以重建。1629年，兴建了供奉仁慈耶稣的朝圣教堂，有6个小堂供奉耶稣受难。
目前的朝圣所始建于1722年，由布拉加总主教罗德里戈·德·莫拉·特列斯出资建造。在楼梯的开端，有他的纹章。在他的领导下，完成了第一段台阶，和供奉苦路的小堂。每个小堂都装饰着描绘基督受难的陶瓷雕塑。他还赞助了第二段台阶，呈锯齿形状，代表五种感觉。每种感觉（视觉，嗅觉，听觉，触觉，味觉）分别由不同的喷泉代表。在楼梯末端，是一座建于1725年的巴洛克式教堂，由建筑师曼努埃尔·平托 Vilalobos设计。
第一批小堂、台阶和教堂的工程贯穿整个18世纪。在教堂后面的区域，在18世纪60年代建成三座八角形小堂，描绘耶稣受难后发生的事件，例如抹大拉的马利亚见到耶稣。这些小堂美丽的外观设计，出自布拉加著名建筑师安德烈·史密斯之手。围绕这些小堂，有四个巴洛克喷泉，和传福音者的雕像，也是18世纪60年代的作品。 

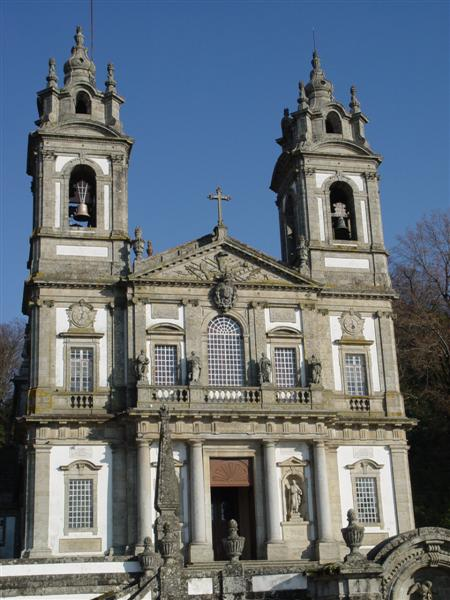
立面

大约在1781年，总主教加斯帕尔·布拉干萨决定修建第三段台阶，和一个新教堂，以完成这组建筑。第三段台阶也采用了锯齿形状，表现三项超德：信、望、爱，每个都有一个喷泉。老教堂被拆除，新建了一座新古典主义教堂，由建筑师卡洛斯·阿马兰特设计。这座新教堂，始建于1784年，室内装饰是19世纪初的，1834年祝圣。正祭台供奉十字架。这是葡萄牙最早的新古典主义教堂之一。
在19世纪，教堂周围和楼梯被征用，变成一个公园。1882年，以方便进入圣殿，修建了仁慈耶稣缆车，连接布拉加市与山上。这是伊比利亚半岛仍在使用的最早的缆车。
仁慈耶稣朝圣所的设计，用曲折的阶梯来强调巴洛克特征，影响了葡萄牙许多其他地方（如拉梅戈）和巴西殖民地，如孔戈尼亚斯的仁慈耶稣圣殿。当朝圣者爬上台阶时（传统上是用膝盖），他们经历了物质世界的意义与灵性美德对比的神学过程，同时，他们还体验到基督受难的场景。努力的高潮是天主的殿堂，位于山顶的教堂。沿着阶梯还有一些喷泉，赋予信徒净化自己的思想。

山上仁慈耶稣朝圣所 - Bom Jesus do Monte
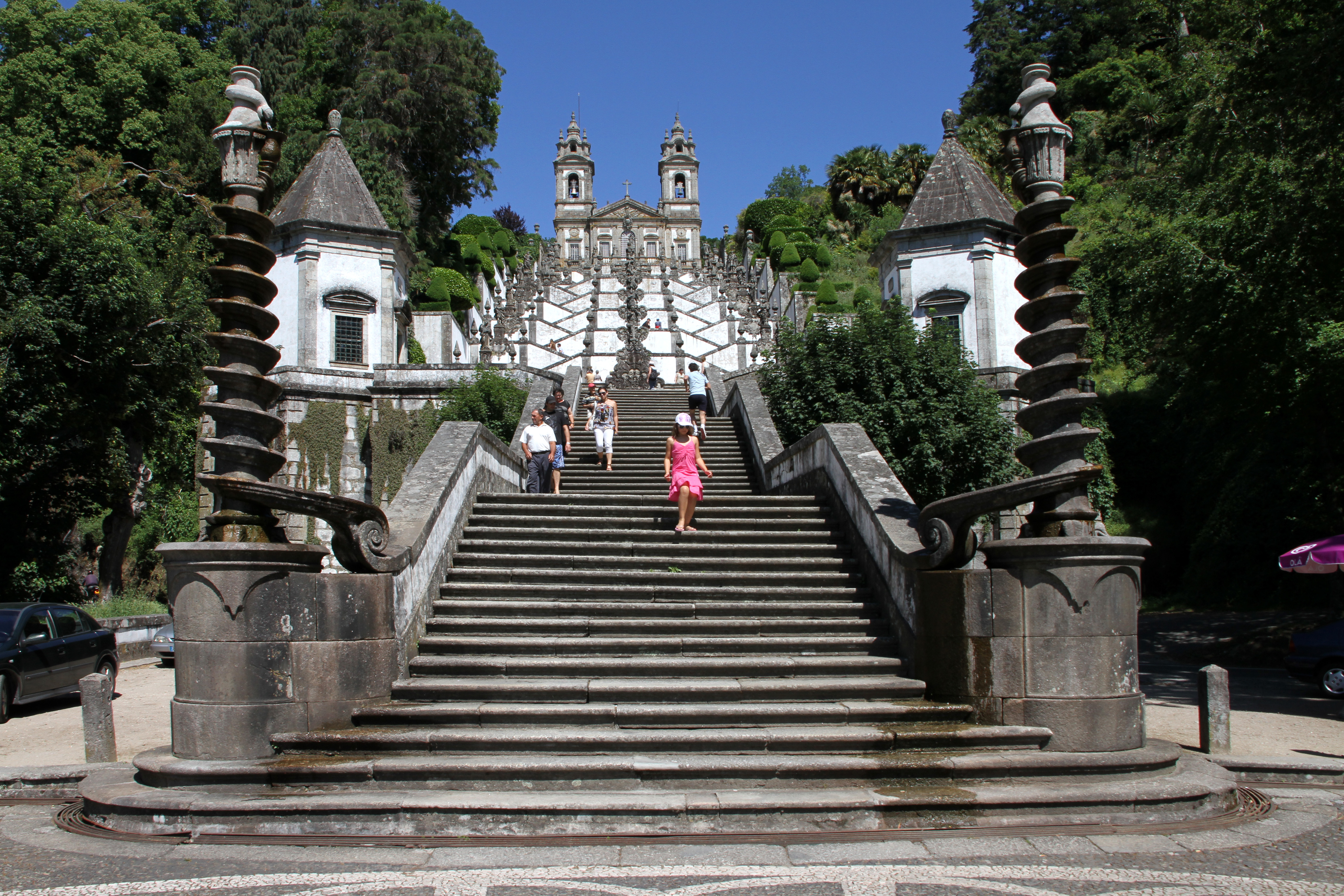
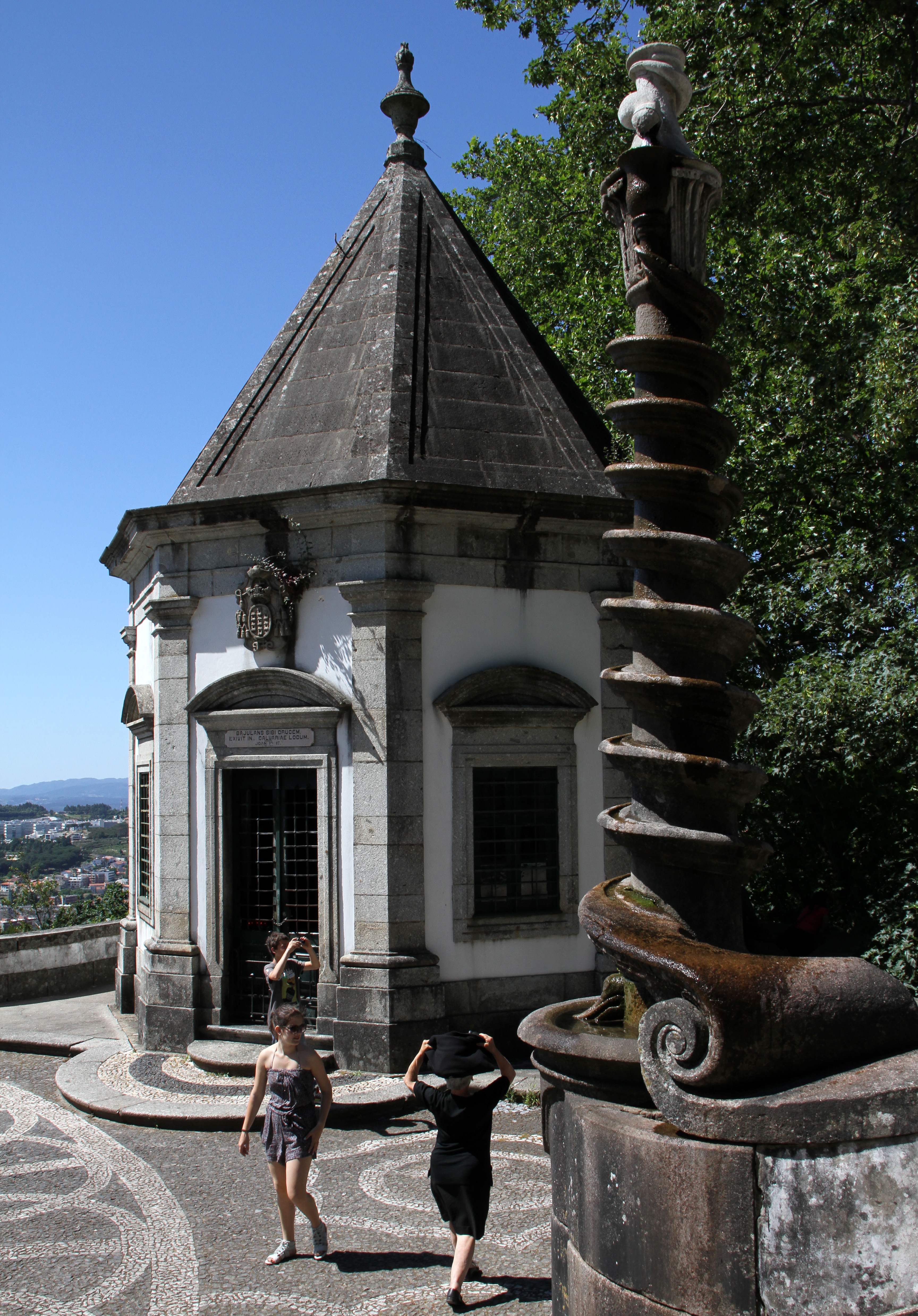
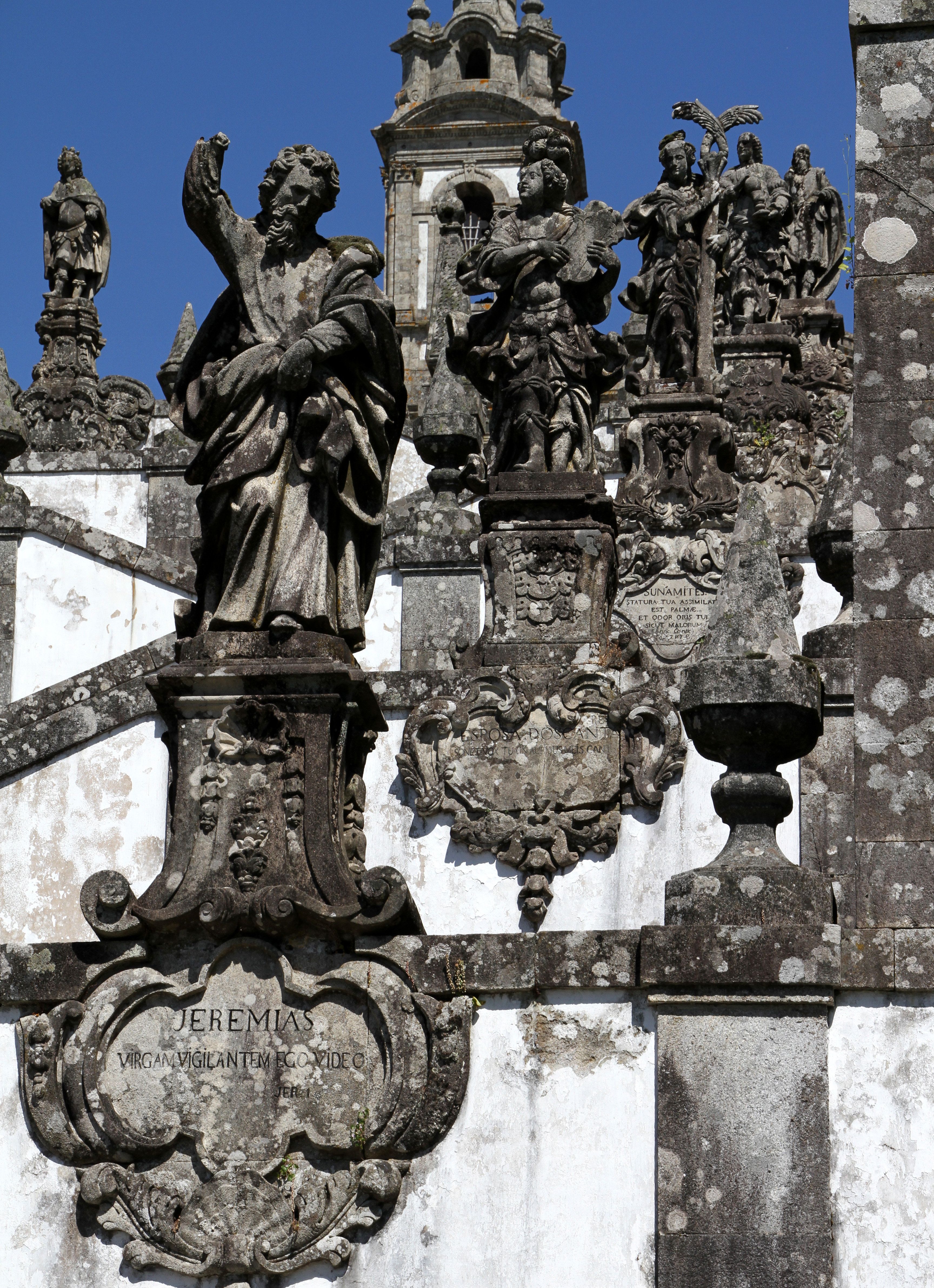
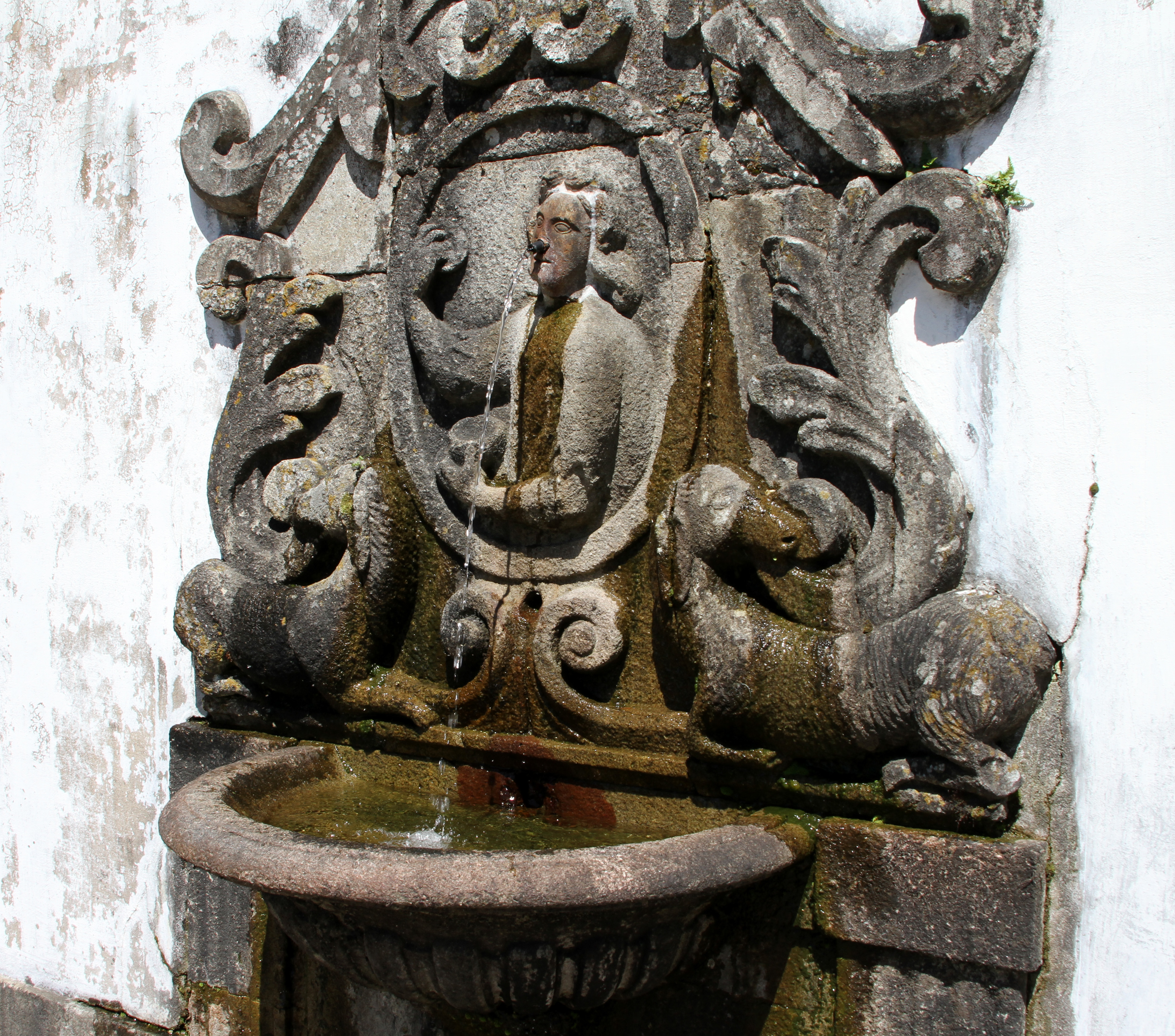
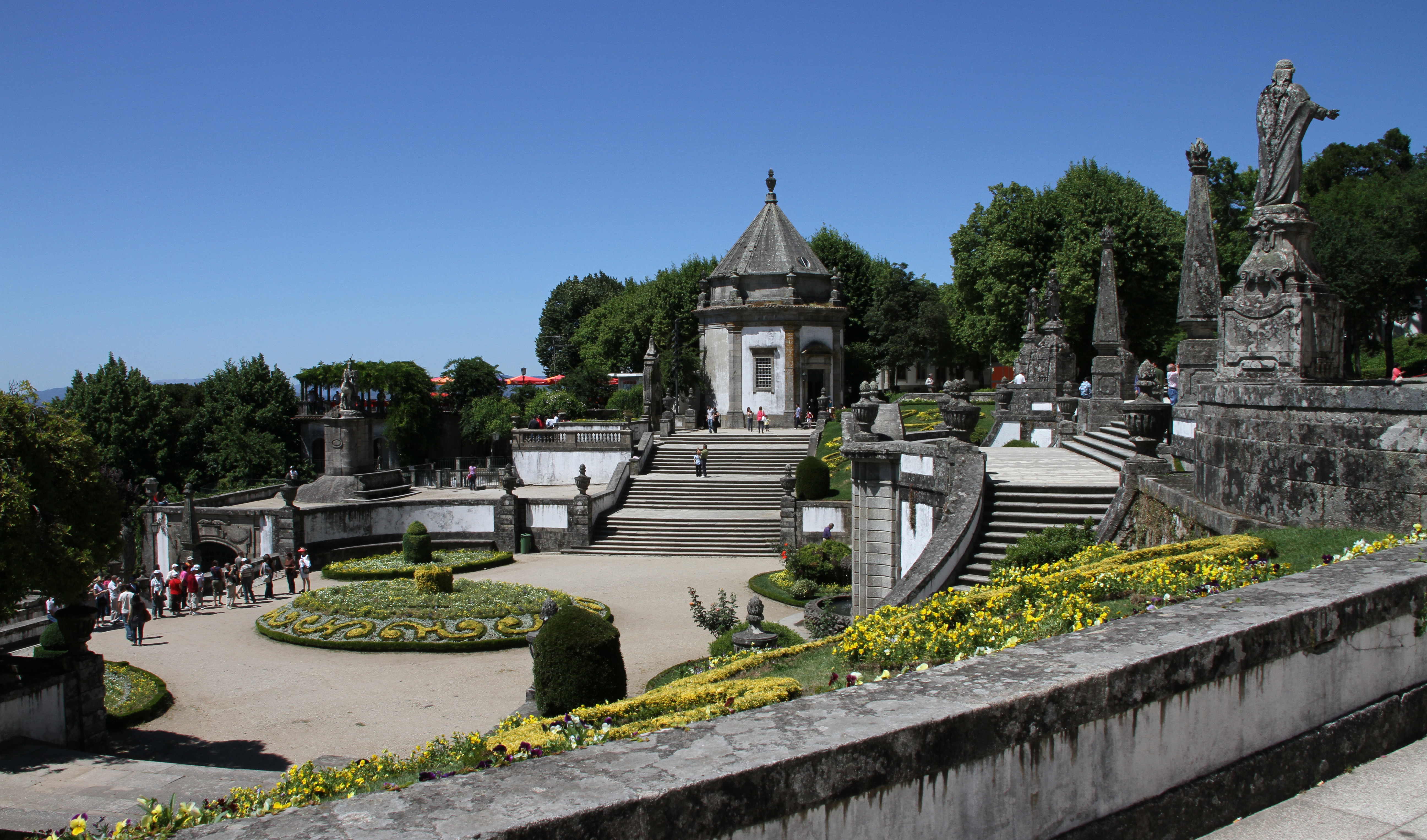
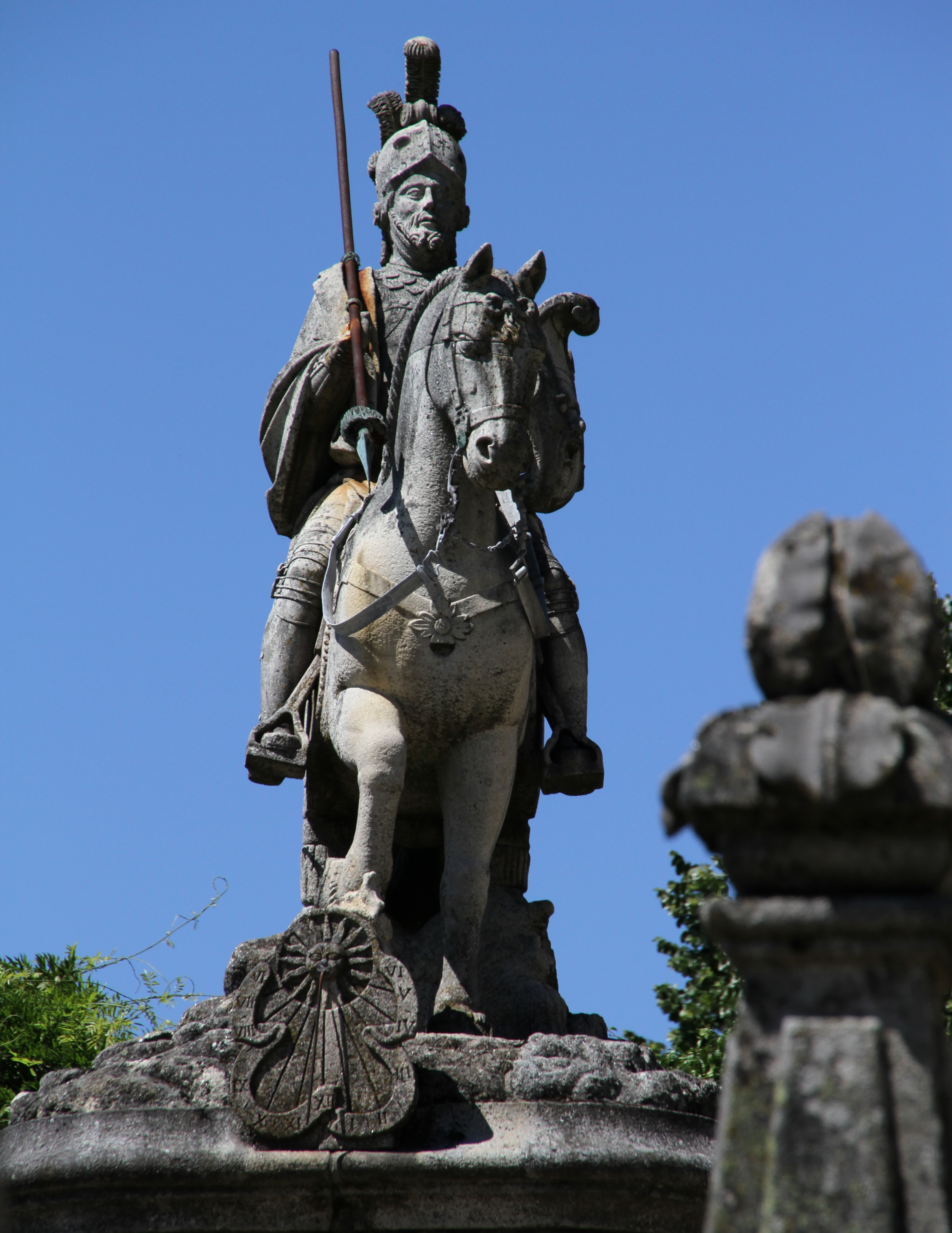
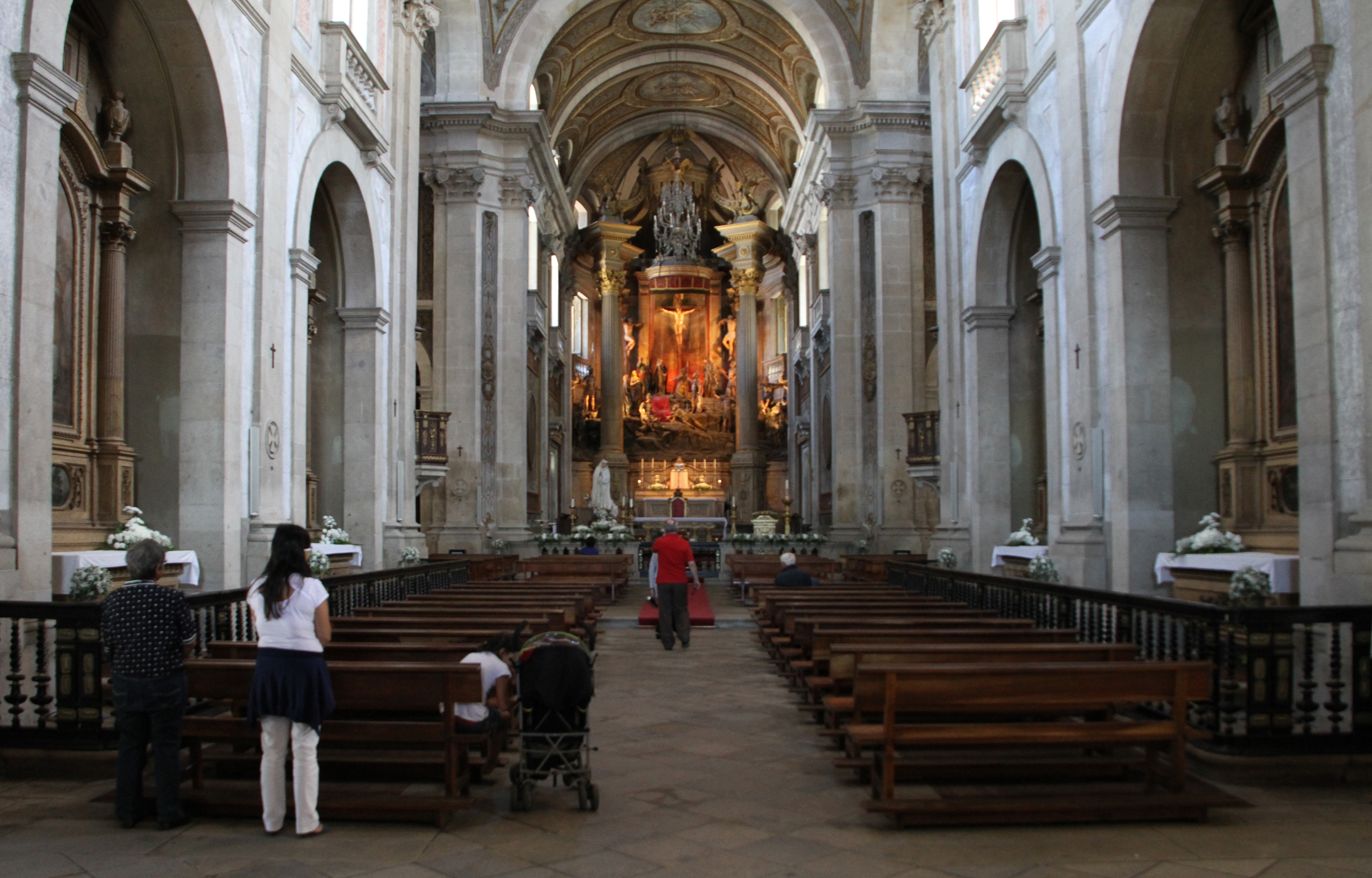
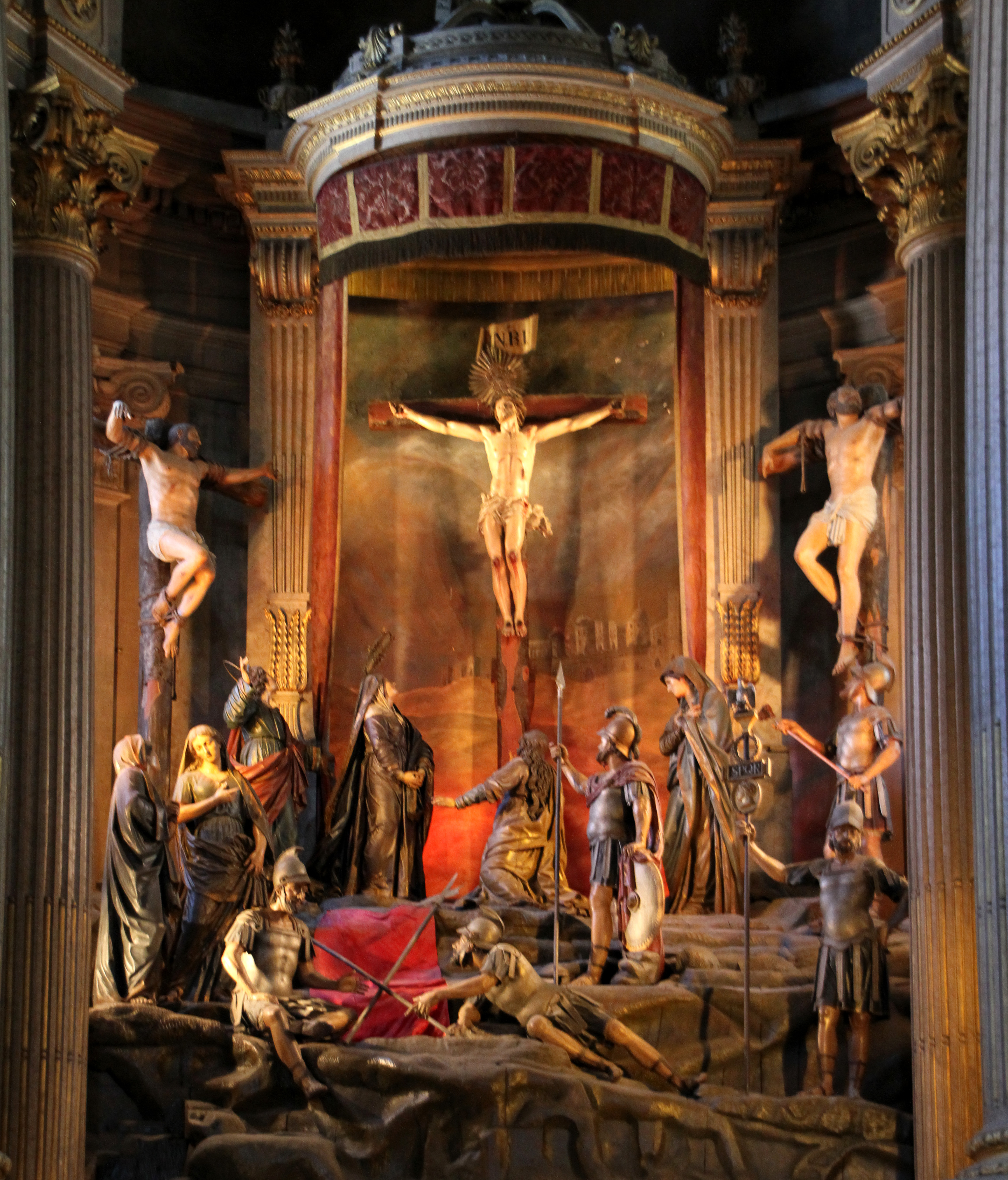

## 外部連結
- Portuguese Institute for Architectural Heritage
- General Bureau for National Buildings and Monuments (Portugal)
- Basilica of Bom Jesus, Old Goa The Shrine of Saint Francis Xavier
- “Bom Jesus de Braga” seeking World Heritage status – Portugal （页面存档备份，存于） The sanctuary of Bom Jesus do Monte, in Braga city, mainland Portugal, is seeking UNESCO’s World Heritage status as part of its 200th anniversary celebrations, reported Lusa news agency.